# Hôtel de Haxe
L'hôtel de Haxe, appelé également hôtel Brahy, est un ancien hôtel particulier du début du XVIIe siècle situé en Belgique à Liège, au no 132 en Féronstrée.

## Historique
L'hôtel de Haxe est construit à l'emplacement d'un ancien hôtel canonial de Saint-Barthélemy par la famille de Haxe, famille liégeoise anoblie en 1676. L'hôtel est érigé entre 1670 et 1685 par Conrad de Haxhe, qui fut bourgmestre de Liège en 1673.
Il devient la propriété de Nicolas Joseph Closset en 1727. L'hôtel sera divisé en 2 en 1770, la partie « Brahy » côté Féronstrée et la partie « Dewilde » côté quai de Maastricht.
Les deux maisons vont connaître de nombreux propriétaires et deviennent propriété de la ville au XXe siècle. Elles sont alors utilisées comme entrepôts, jusqu’à leur intégration à l'ensemble muséal Grand Curtius.
Dans le cadre du premier projet d'aménagement du musée, les bâtiments devaient être détruits pour être remplacés par un bâtiment moderne. À la suite de longues procédures en justice, ils finissent par être sauvés.

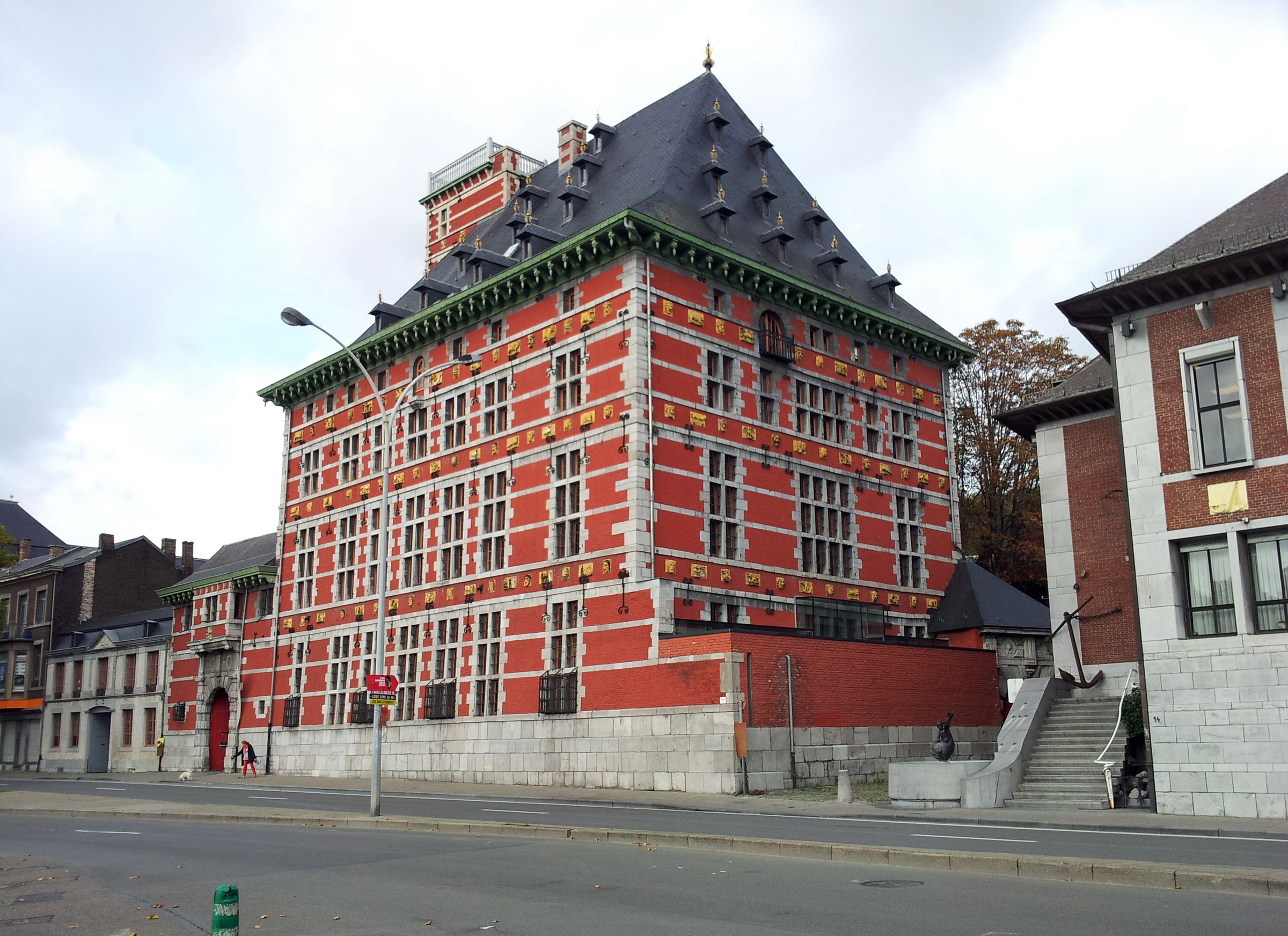
La Maison Dewilde quai de Maastricht à gauche du palais Curtius

### Hôtel de Brahy
L'hôtel de Brahy situé au no 132 en Féronstrée doit son nom à de ses propriétaires du XIXe siècle.

### Maison Dewilde
La maison Dewilde situé au no 12 du quai de Maestricht doit son nom à l'antiquaire qui l'occupait dans les années 1950.

## Classement
L'hôtel de Haxe est classé au Patrimoine immobilier de la Région wallonne en 1970.